# Asiatosuchus
Asiatosuchus és un gènere extint de crocodilians que visqueren durant l'Eocè. Entre altres llocs, se n'ha trobat fòssils al jaciment de Messel (Alemanya).